# Axel Hotels
Axel Hotels es una cadena hotelera internacional, filial de Axel Corporation, orientada a la comunidad LGTB. Fue fundada en 2003 por Juan P. Julia Blanch y es conocida como la primera cadena hotelera para homosexuales. Actualmente Albert Olivé es el director general de la firma.

## Historia
El primer hotel de la cadena fue inaugurado en 2003 en Barcelona, España . En 2007, un hotel se inauguró en Buenos Aires, Argentina (aunque fue cerrado en 2013 debido a la inseguridad de la zona) y en marzo de 2009 otro en Berlín, Alemania. Según Axel Hotels, alrededor del 75 % de los huéspedes del hotel son LGBT y tan solo el 25 % son huéspedes heterosexuales.
En 2010, Axel Hotels fue reconocido como líder en el campo del turismo gay en la categoría Mejor Hotel.

## Red de hoteles
Axel Hoteles tiene actualmente un total de 10 establecimientos, con 6 en España y 4 en otros países.
| Ubicación              | Inauguración | N.º habitaciones | Barrio/Calle     |
| ---------------------- | ------------ | ---------------- | ---------------- |
| Barcelona · España     | 2003         | 101              | Ensanche         |
| Berlín · Alemania      | 2009         | 87               |                  |
| Ibiza · España         | 2017         | 100              | San Antonio Abad |
| Madrid · España        | 2017         | 88               | Calle de Atocha  |
| San Sebastián · España | 2019         | 100              |                  |
| Venecia · Italia       | 2019         | 43               | Dorsoduro        |
| Miami Estados Unidos   | 2020         | 160              | South Beach      |

AxelBeach Maspalomas es un complejo con apartamentos de la marca:
| Ubicación           | Inauguración | N.º apartamentos | Barrio           |
| ------------------- | ------------ | ---------------- | ---------------- |
| Maspalomas · España | 2013         | 92               | Playa del Inglés |

La marca también opera los Two Hotel by Axel, que se encuentran en:
| Ubicación          | Inauguración | N.º habitaciones | Barrio                     |
| ------------------ | ------------ | ---------------- | -------------------------- |
| Barcelona · España | 2015         | 87               | Ensanche                   |
| Berlín · Alemania  | 2017         | 86               | Charlottenburg-Wilmersdorf |